# Kembahang
Kembahang is een bestuurslaag in het regentschap Lampung Barat van de provincie Lampung, Indonesië. Kembahang telt 2161 inwoners (volkstelling 2010).